# مارغاريتا ووترمان
مارغاريتا ووترمان (بالإنجليزية: Margareta Waterman)‏ (8 ديسمبر 1932، بوسطن في الولايات المتحدة)؛ كاتِبة وشاعرة أمريكية.